# Phyllotis alisosiensis
Phyllotis alisosiensis (Філотіс алісоський) — вид гризунів з родини Хом'якові (Cricetidae).

## Етимологія
Видова назва стосується Національного парку ісп. Campo de los Alisos.

## Опис
Великий порівняно з середніми вимірюваннями тіла роду Phyllotis. Вид можна відрізнити від інших і зовнішнім забарвленням і черепноюморфологією.

## Проживання
Цей вид поширений у північно-західній Аргентині, зокрема, в провінції Тукуман, у двох місцях, розташованих в охоронюваних районах. Живе в гірських умовах, у  екорегіоні верхнього краю джунглів.